# 후루이치정 (오사카부)
후루이치정(일본어: 古市町)은 일본 오사카부 후루이치군·미나미카와치군에 설치되었던 정이다. 현재의 하비키노시에 해당한다.